# Luksemburska liga w hokeju na lodzie (2000/2001)
Luksemburska liga w hokeju na lodzie (2000/2001) – piąty sezon Luksemburskiej ligi w hokeju na lodzie. Tytuł mistrza Luksemburga po raz piąty obroniła drużyna Tornado Luksemburg pokonując we finale Rapids Remich 14-0.

## Faza grupowa
W fazie pierwszej uczestniczyły trzy zespoły: Tornado Luxembourg, IHC Beaufort i Rapids Remich. Do finału z pierwszego miejsca awansowało Tornado, a z drugiego Rapids. trzecie miejsce zajął IHC Beaufort.
| Lp. | Drużyna            |
| --- | ------------------ |
| 1.  | Tornado Luxembourg |
| 2.  | Rapids Remich      |
| 3.  | IHC Beaufort       |

## Finał
W finale spotkały się dwa pierwsze zespoły z fazy grupowej: Tornado i Rapids. W meczu finałowym zwyciężyło Tornado pokonując przeciwnika 14-0.
|  | Tornado Luxembourg | 14-0 | Rapids Remich |  |

| Szczegóły | Szczegóły | Szczegóły | Szczegóły | Szczegóły |
| --------- | --------- | --------- | --------- | --------- |
|           |           |           |           |           |